# Niecy Nash
Carol Denise Betts, předtím Nash, rozená Ensley (* 23. února 1970, Palmdale, Kalifornie), známá jako Niecy Nash, je americká herečka, komička a moderátorka. Svou hereckou kariéru započala v 90. letech 20. století, kdy se objevila ve filmech Dámská jízda (1995) a Vítejte v Holly Springs (1999). Pozornosti se jí dostalo za ztvárnění policistky v komediálním seriálu Reno 911! (2003–2009, 2020–2022) a moderování pořadu Clean House (2003–2010), za nějž získala cenu Daytime Emmy.
Nash získala dvě nominace na cenu Emmy za svůj výkon v komediálně-dramatickém seriálu Život je boj (2013–2015). Účinkovala také v sitcomu The Soul Man (2012–2016) a komediálním hororovém seriálu Scream Queens (2015–2016). Mezi lety 2017 a 2022 ztvárňovala hlavní roli v kriminálním komediálně-dramatickém seriálu Drápy (2017–2022).
Spolupracovala také s režisérkou Avou DuVernay na dramatických filmech Selma (2014) a Origin (2023) a minisérii Když nás vidí (2019), za níž obdržela další nominaci na cenu Emmy. Ztvárnila také feministku a advokátku Florynce Kennedyovou v minisérii Mrs. America (2020) a jednu z hlavních rolí v minisérii Monstrum: Příběh Jeffreyho Dahmera (2022), za níž získala cenu Emmy za nejlepší herečku ve vedlejší roli v minisérii nebo TV filmu a nominaci na Zlatý glóbus.

## Raný život
Narodila se v Palmdale v Kalifornii a vyrůstala ve čtvrti South Los Angeles. Ve svých pěti letech se začal zajímat o herectví poté, co sledovala herečku Lolu Falana v televizi. Když jí bylo patnáct let, stala se svědkem toho, jak byla její matka postřelena svým hrubým přítelem. Stala se mluvčí M.A.V.I.S. (Matky proti násilí ve školách), organizace založené její matkou poté, co byl v roce 1993 její mladší bratr Michael zastřelen. Posláním M.A.V.I.S. je informovat veřejnost o násilí, se kterým se děti setkávají ve školách. Navštěvovala California State University, Dominguez Hills v Carsonu v Kalifornii.

## Osobní život
V únoru 1993 byl její 17letý bratr Michael Ensley zastřelen 16letým střelcem na střední škole Reseda v Kalifornii. Následně začala vyprávět vtipy, aby pomohla její matce vyrovnat se s depresí. „Tehdy jsem věděla, že mám dar dělat komedii. Rozhodla jsem se, že půjdu ven a budu to šířit jako prostředek pomoci ostatním lidem, kteří trpí.“
V roce 1993 se vdala za vysvěceného duchovního Dona Nashe, po třinácti letech manželství v červnu 2007 však požádali o rozvod. Mají spolu tři děti.
V září 2010 se zasnoubila s Jayem Tuckerem. Nash se zúčastnila reality show, která sledovala přípravy na svatbu. Dne 28. května 2011 se vzali v Church Estate Vineyard v Malibu. Dne 30. října 2019 oznámila prostřednictvím Instagramu svůj rozvod s Tuckerem. Dne 21. června 2020 byl rozvod dokončen.
Dne 29. srpna 2020 provdala za zpěvačku Jessicu Betts. Nash nerozhodla jakkoli identifikovat svou sexuální orientací. V pořadu The Ellen Degeneres Show řekla, že necítí, že by prováděla „coming out“, protože před svatbou s Betts nebyla sexuálně utlačovaná.